# Temporada da NHL de 1966–67
A temporada da NHL de 1966–67 foi a 50.ª  temporada da National Hockey League (NHL). Seis times jogaram 70 partidas cada. Desde a temporada 1942–43, houve apenas seis times na NHL, mas essa seria a última temporada dos Seis Originais já que seis novos times foram adicionados para a temporada 1967–68.  Essa temporada viu a estreia de um dos maiores jogadores da história do hóquei, o defensor, Bobby Orr do Boston Bruins.

## Negócios da Liga
O presidente David Molson da Canadian Arena Company anunciou que o Montreal Forum sofreria grandes alterações com um programa de trabalhos de $5 milhões começando em abril de 1968.
O patrocínio da NHL para times juniores cessou, fazendo com que todos os jogadores de idade qualificável e que ainda não estavam em listas patrocinadas  pela NHL ficassem eligíveis para recrutamentos amadores.

## Temporada Regular
Bobby Orr fez sua estreia na NHL em 19 de outubro, com uma assistência na vitória por 6-2  sobre Detroit.
Terry Sawchuk conseguiu seu 99° jogo sem sofrer gols quando Toronto goleou Detroit por 4–0 em 25 de fevereiro. Ele conseguiu o 100° em 4 de março, quando Toronto derrotou Chicago por 4-0.
Bobby Hull marcou seu 50° gol da temporada quando Chicago perdeu para Toronto por 9–5 em 18 de março no Maple Leaf Gardens. Outro superlativo para os Black Hawks era Stan Mikita, que empatou o recorde de pontuação da liga com 97 pontos, conquistando o Troféu Art Ross pela terceira vez.  Mikita também foi premiado com o Troféu Memorial Hart como jogador mais valioso.
O Chicago Black Hawks, que havia ganhado três Stanley Cups, terminou no primeiro lugar geral da temporada regular pela primeira vez em sua história, dezessete pontos à frente  do Montreal Canadiens e dezenove antes do Toronto Maple Leafs.
Essa foi a última temporada dos 29 anos em que o Boston Bruins não disputou o playoff.

### Classificação Final
Nota: PJ = Partidas Jogadas, V = Vitórias, D = Derrotas, E = Empates, Pts = Pontos, GP = Gols Pró, GC = Gols Contra,PEM=Penalizações em Minutos

Times que se classificaram aos play-offs estão destacados em negrito
| National Hockey League | PJ | V  | D  | E  | Pts | GP  | GC  | PEM |
| ---------------------- | -- | -- | -- | -- | --- | --- | --- | --- |
| Chicago Black Hawks    | 70 | 41 | 17 | 12 | 94  | 264 | 170 | 757 |
| Montreal Canadiens     | 70 | 32 | 25 | 13 | 77  | 202 | 188 | 879 |
| Toronto Maple Leafs    | 70 | 32 | 27 | 11 | 75  | 204 | 211 | 736 |
| New York Rangers       | 70 | 30 | 28 | 12 | 72  | 188 | 189 | 664 |
| Detroit Red Wings      | 70 | 27 | 39 | 4  | 58  | 212 | 241 | 719 |
| Boston Bruins          | 70 | 17 | 43 | 10 | 44  | 182 | 253 | 764 |

### Artilheiros
PJ = Partidas Jogadas, G = Gols, A = Assistências, Pts = Pontos, PEM = Penalizações em Minutos
| Jogador        | Time                | PJ | G  | A  | Pts | PEM |
| -------------- | ------------------- | -- | -- | -- | --- | --- |
| Stan Mikita    | Chicago Black Hawks | 70 | 35 | 62 | 97  | 12  |
| Bobby Hull     | Chicago Black Hawks | 66 | 52 | 28 | 80  | 52  |
| Norm Ullman    | Detroit Red Wings   | 68 | 26 | 44 | 70  | 26  |
| Ken Wharram    | Chicago Black Hawks | 70 | 31 | 34 | 65  | 21  |
| Gordie Howe    | Detroit Red Wings   | 69 | 25 | 40 | 65  | 53  |
| Bobby Rousseau | Montreal Canadiens  | 68 | 19 | 44 | 63  | 58  |
| Phil Esposito  | Chicago Black Hawks | 69 | 21 | 40 | 61  | 40  |
| Phil Goyette   | New York Rangers    | 70 | 12 | 49 | 61  | 6   |
| Doug Mohns     | Chicago Black Hawks | 61 | 25 | 35 | 60  | 58  |
| Henri Richard  | Montreal Canadiens  | 65 | 21 | 34 | 55  | 28  |

### Goleiros Líderes
- Glenn Hall, Chicago Black Hawks     2.38
- Charlie Hodge, Montreal Canadiens   2.57
- Ed Giacomin, New York Rangers       2.61
- Johnny Bower, Toronto Maple Leafs   2.64

## Playoffs
Apesar das marcas expressivas de Chicago na temporada regular, foi o terceiro classificado Toronto Maple Leafs que bateu os Black Hawks na primeira rodada dos playoffs. Toronto venceu os jogos 2,3,5,e 6. Montreal varreu os Rangers para avançar à final.

### Finais
Os Maple Leafs duelou o segundo colocado Montreal pela Copa. Os times estiveram equilibrados nos quatro primeiros jogos, com o terceiro jogo em Toronto sendo vencido na prorrogação pelo time da casa  (com um gol de Bob Pulford contra Rogie Vachon, a quem Pulford treinaria posteriormente em Los Angeles). Os Leafs, então, ganharam as duas seguintes para conquistarem a Copa em seu ginásio. Até 2009–10, essa é a vez mais recente em que os Leafs fizeram a final.

## Prêmios da NHL
| Prêmios de 1966-67 da NHL     | Prêmios de 1966-67 da NHL                       |
| ----------------------------- | ----------------------------------------------- |
| Troféu Príncipe de Gales:     | Chicago Black Hawks                             |
| Troféu Art Ross:              | Stan Mikita, Chicago Black Hawks                |
| Troféu Memorial Calder:       | Bobby Orr, Boston Bruins                        |
| Troféu Conn Smythe:           | Dave Keon, Toronto Maple Leafs                  |
| Troféu Memorial Hart:         | Stan Mikita, Chicago Black Hawks                |
| Troféu Memorial James Norris: | Harry Howell, New York Rangers                  |
| Troféu Memorial Lady Byng:    | Stan Mikita, Chicago Black Hawks                |
| Troféu Vezina:                | Glenn Hall & Denis DeJordy, Chicago Black Hawks |
| Troféu Lester Patrick:        | Gordon Howe, Charles F. Adams, James E. Norris  |

### Times das Estrelas
| Primeiro Time                      | Position | Segundo Time                    |
| ---------------------------------- | -------- | ------------------------------- |
| Ed Giacomin, New York Rangers      | G        | Glenn Hall, Chicago Black Hawks |
| Pierre Pilote, Chicago Black Hawks | D        | Tim Horton, Toronto Maple Leafs |
| Harry Howell, New York Rangers     | D        | Bobby Orr, Boston Bruins        |
| Stan Mikita, Chicago Black Hawks   | C        | Norm Ullman, Detroit Red Wings  |
| Kenny Wharram, Chicago Black Hawks | RW       | Gordie Howe, Detroit Red Wings  |
| Bobby Hull, Chicago Black Hawks    | LW       | Don Marshall, New York Rangers  |

## Estreias
O seguinte é uma lista de jogadores importantes que jogaram seu primeiro jogo na NHL em 1966-67 (listados com seu primeiro time, asterisco(*) marca estreia nos play-offs):
- Bobby Orr, Boston Bruins
- Ed Van Impe, Chicago Black Hawks
- Carol Vadnais, Montreal Canadiens
- Serge Savard, Montreal Canadiens
- Rogie Vachon, Montreal Canadiens

## Últimos Jogos
O seguinte é uma lista de jogadores importantes que jogaram seu último jogo na NHL em 1966-67 (listados com seu último time):
- Bill Hay, Chicago Black Hawks
- Red Kelly, Toronto Maple Leafs